# Euchaetes salatis
Euchaetes salatis är en fjärilsart som beskrevs av Jean Baptiste Boisduval 1870. Euchaetes salatis ingår i släktet Euchaetes och familjen björnspinnare. Inga underarter finns listade i Catalogue of Life.